# Liste des vice-présidents des Philippines
Le tableau ci-dessous présente la liste des vice-présidents de la république des Philippines, depuis la création du poste en 1935 jusqu'à nos jours.

## Liste des vice-présidents officiels
Légende des partis politiques
- KALIBAPI
- Kilusang Bagong Lipunan (KBL)
- Pwersa ng Masang Pilipino (PMP)
- Lakas-CMD (auparavant Lakas-KAMPI-CMD et Lakas-NUCD)
- Parti libéral
- Parti nationaliste
- Nationalist People's Coalition (NPC)
- PDP-Laban
- United Nationalist Alliance (UNA)
- United Nationalist Democratic Organization (UNIDO)
- Sans étiquette

Sauf mention contraire, la source est le site officiel de la vice-présidence.
| no                                         | Vice-président (Date de naissance - décès) | Vice-président (Date de naissance - décès) | Vice-président (Date de naissance - décès)             | Prise de fonction                         | Fin de fonction                           | Parti politique                           | Président            | Président               | Régime             |
| ------------------------------------------ | ------------------------------------------ | ------------------------------------------ | ------------------------------------------------------ | ----------------------------------------- | ----------------------------------------- | ----------------------------------------- | -------------------- | ----------------------- | ------------------ |
| 1                                          |                                            |                                            | Sergio Osmeña Sr. (9 septembre 1878 – 19 octobre 1961) | 15 novembre 1935                          | 1er août 1944                             | Parti nationaliste                        |                      | Manuel L. Quezon        | Commonwealth       |
| Vacances 1er août 1944 - 28 mai 1946       | Vacances 1er août 1944 - 28 mai 1946       | Vacances 1er août 1944 - 28 mai 1946       | Vacances 1er août 1944 - 28 mai 1946                   | Vacances 1er août 1944 - 28 mai 1946      | Vacances 1er août 1944 - 28 mai 1946      | Vacances 1er août 1944 - 28 mai 1946      |                      | José P. Laurel          | Seconde République |
| Vacances 1er août 1944 - 28 mai 1946       | Vacances 1er août 1944 - 28 mai 1946       | Vacances 1er août 1944 - 28 mai 1946       | Vacances 1er août 1944 - 28 mai 1946                   | Vacances 1er août 1944 - 28 mai 1946      | Vacances 1er août 1944 - 28 mai 1946      | Vacances 1er août 1944 - 28 mai 1946      |                      | Sergio Osmeña           | Commonwealth       |
| 2                                          |                                            |                                            | Elpidio Quirino (16 novembre 1890 – 29 février 1956)   | 28 mai 1946                               | 17 avril 1948                             | Parti libéral                             |                      | Manuel A. Roxas         | Commonwealth       |
| 2                                          | Troisième République                       |                                            | Elpidio Quirino (16 novembre 1890 – 29 février 1956)   | 28 mai 1946                               | 17 avril 1948                             | Parti libéral                             |                      | Manuel A. Roxas         |                    |
| Vacances 15 avril 1948 - 30 décembre 1949  | Vacances 15 avril 1948 - 30 décembre 1949  | Vacances 15 avril 1948 - 30 décembre 1949  | Vacances 15 avril 1948 - 30 décembre 1949              | Vacances 15 avril 1948 - 30 décembre 1949 | Vacances 15 avril 1948 - 30 décembre 1949 | Vacances 15 avril 1948 - 30 décembre 1949 |                      | Elpidio Quirino         |                    |
| 3                                          |                                            |                                            | Fernando H. López (13 avril 1904–26 mai 1993)          | 30 décembre 1949                          | 30 décembre 1953                          | Parti libéral                             |                      | Elpidio Quirino         |                    |
| 4                                          |                                            |                                            | Carlos P. Garcia (4 novembre 1896–14 juin 1971)        | 30 décembre 1953                          | 18 mars 1957                              | Parti nationaliste                        |                      | Ramon Magsaysay         |                    |
| Vacances 18 mars 1957 - 30 décembre 1957   | Vacances 18 mars 1957 - 30 décembre 1957   | Vacances 18 mars 1957 - 30 décembre 1957   | Vacances 18 mars 1957 - 30 décembre 1957               | Vacances 18 mars 1957 - 30 décembre 1957  | Vacances 18 mars 1957 - 30 décembre 1957  | Vacances 18 mars 1957 - 30 décembre 1957  |                      | Carlos P. Garcia        |                    |
| 5                                          |                                            |                                            | Diosdado Macapagal 28 septembre (1910–21 avril 1997)   | 30 décembre 1957                          | 30 décembre 1961                          | Parti libéral                             |                      | Carlos P. Garcia        |                    |
| 6                                          |                                            |                                            | Emannuel N. Pelaez (30 novembre 1915–27 juillet 2003)  | 30 décembre 1961                          | 30 décembre 1965                          | Parti libéral                             |                      | Diosdado Macapagal      |                    |
| 7                                          |                                            |                                            | Fernando H. López (13 avril 1904–26 mai 1993)          | 30 décembre 1965                          | 23 septembre 1972                         | Parti nationaliste                        |                      | Ferdinand Marcos        |                    |
| Aboli 23 septembre 1972 - 23 janvier 1984  | Aboli 23 septembre 1972 - 23 janvier 1984  | Aboli 23 septembre 1972 - 23 janvier 1984  | Aboli 23 septembre 1972 - 23 janvier 1984              | Aboli 23 septembre 1972 - 23 janvier 1984 | Aboli 23 septembre 1972 - 23 janvier 1984 | Aboli 23 septembre 1972 - 23 janvier 1984 | Loi martiale         | Ferdinand Marcos        |                    |
| Aboli 23 septembre 1972 - 23 janvier 1984  | Aboli 23 septembre 1972 - 23 janvier 1984  | Aboli 23 septembre 1972 - 23 janvier 1984  | Aboli 23 septembre 1972 - 23 janvier 1984              | Aboli 23 septembre 1972 - 23 janvier 1984 | Aboli 23 septembre 1972 - 23 janvier 1984 | Aboli 23 septembre 1972 - 23 janvier 1984 | Quatrième République | Ferdinand Marcos        |                    |
| Vacances 23 janvier 1984 - 25 février 1986 |                                            |                                            |                                                        |                                           |                                           |                                           |                      | Ferdinand Marcos        |                    |
| 8                                          |                                            |                                            | Salvador H. Laurel (18 novembre 1928–27 janvier 2004)  | 25 février 1986                           | 30 juin 1992                              | UNIDO                                     |                      | Corazon Aquino          |                    |
| 8                                          | Cinquième République                       |                                            | Salvador H. Laurel (18 novembre 1928–27 janvier 2004)  | 25 février 1986                           | 30 juin 1992                              | UNIDO                                     |                      | Corazon Aquino          |                    |
| 8                                          | Parti nationaliste                         |                                            | Salvador H. Laurel (18 novembre 1928–27 janvier 2004)  | 25 février 1986                           | 30 juin 1992                              |                                           |                      | Corazon Aquino          |                    |
| 9                                          |                                            |                                            | Joseph Estrada (19 avril 1937)                         | 30 juin 1992                              | 30 juin 1998                              | PMP (allié de la NPC)                     |                      | Fidel V. Ramos          |                    |
| 10                                         |                                            |                                            | Gloria Macapagal Arroyo (3 avril 1947)                 | 30 juin 1998                              | 20 janvier 2001                           | Lakas-CMD / KAMPI                         |                      | Joseph Estrada          |                    |
| Vacances 20 janvier 2001 - 7 février 2001  | Vacances 20 janvier 2001 - 7 février 2001  | Vacances 20 janvier 2001 - 7 février 2001  | Vacances 20 janvier 2001 - 7 février 2001              | Vacances 20 janvier 2001 - 7 février 2001 | Vacances 20 janvier 2001 - 7 février 2001 | Vacances 20 janvier 2001 - 7 février 2001 |                      | Gloria Macapagal Arroyo |                    |
| 11                                         |                                            |                                            | Teofisto Guingona Jr. (4 juillet 1928)                 | 7 février 2001                            | 30 juin 2004                              | Lakas-CMD                                 |                      | Gloria Macapagal Arroyo |                    |
| 12                                         |                                            |                                            | Manuel "Noli" L. de Castro, Jr (6 juillet 1949)        | 30 juin 2004                              | 30 juin 2010                              | Sans étiquette                            |                      | Gloria Macapagal Arroyo |                    |
| 13                                         |                                            |                                            | Jejomar C. Binay (11 novembre 1942)                    | 30 juin 2010                              | 30 juin 2016                              | PDP-Laban                                 |                      | Benigno Aquino III      |                    |
| 13                                         | UNA,                                       |                                            | Jejomar C. Binay (11 novembre 1942)                    | 30 juin 2010                              | 30 juin 2016                              |                                           |                      | Benigno Aquino III      |                    |
| 14                                         |                                            |                                            | Maria Leonor G. Robredo (23 avril 1964)                | 30 juin 2016                              | 30 juin 2022                              | Parti libéral                             |                      | Rodrigo Duterte         |                    |
| 15                                         |                                            |                                            | Sara Duterte (21 mai 1978)                             | 30 juin 2022                              | en fonction                               | Lakas-CMD                                 |                      | Ferdinand Marcos Jr.    |                    |

## Vice-présidents non reconnus officiellement
- Mariano Trías (du 22 mars au 14 décembre 1897) : élu à la conférence de Tejeros durant la révolution philippine, jusqu'au pacte de Biak-na-Bato ;
- Francisco Carreón (du 6 mai 1902 au 14 juillet 1906) : sous la République Tagalog qui résistait à la colonisation américaine ;
- Benigno Aquino Sr. (du 14 octobre 1943 au 17 août 1945, parti KALIBAPI) : sous la Seconde République, en réalité un régime fantoche mis en place par les Japonais durant la guerre ;
- Arturo Tolentino (du 16 au 25 février 1986, parti KBL) : sous le dernier mandat (avorté) de Ferdinand Marcos. Non reconnu selon la résolution numéro 2 de la Commission historique nationale des Philippines.